# Aeroportul Regional Tullahoma
Aeroportul Regional Tullahoma (IATA: THA, ICAO: KTHA, FAA LID: THA) este un aeroport din Tennessee, Statele Unite ale Americii ce deservește zona Tullahoma⁠(d). Aeroportul a fost tranzitat în 2017 de 10 pasageri. A fost numit după zona deservită.
Situat la o altitudine de 330 m, aeroportul dispune de 3 piste.

## Infrastructură

### Piste
Aeroportul dispune de 3 piste: 
- pista 06/24, cu dimensiunile 5.501 picioare × 150 picioare
- pista 09/27 din Iarbă, cu dimensiunile 2.693 picioare × 100 picioare
- pista 18/36, cu dimensiunile 5.002 picioare × 100 picioare